# Rostrinucula
Rostrinucula là một chi thực vật có hoa trong họ Hoa môi (Lamiaceae).

## Loài
Chi Rostrinucula gồm các loài: